# Boncz Ádám
Boncz Ádám (Szeged, 1984. április 27. –) magyar színész.

## Életpályája
A Ságvári gimnáziumban érettségizett. Tizenhét évesen lépett először színpadra a Szegedi Nemzeti Színház színpadán, A Janika című előadásban Valló Péter rendezésében, majd rövid idő múlva már a társulat tagjaként játszott szerepeket. Többek közt volt Fegyka a Hegedűs a háztetőnben Gregor József oldalán és Lucretio az Anconai szerelmesekben. Szegedi éveinek legjelentősebb szerepe a közönség- és kritikai sikert arató Teljes Napfogyatkozás Arthur Rimbaud-ja volt. 2001-ben Arany Titán díjra jelölték, mint legígéretesebb fiatal művészt. 
A London Academy of Music and Dramatic Arts kurzusának elvégzése után felvételt nyert a legendás New York-i Lee Strasberg Theater and Film Institute-ba ahol évekig olyan mesterektől tanulhatott mint Paul Calderon (Ponyvaregény, Öreg halász és a tenger) vagy Geoffrey Horne (Híd a Kwai folyón).
2009-tól New York színházaiban játszott. Többek között szerepet kapott az Oscar-díjra jelölt rendező, Josh Fox két darabjában (Auto Da Fe és Reconstruction) valamint egyik főszereplője volt az Off-Broadway-n futó Neither Heaven nor Earth című drámának. Ezen kívül számos színműben, vígjátékban és mozgásszínházi produkcióban lépett színpadra, így többek között a Moonchildrenben (West End Theater), a Jollificaton/Mortificationben (LaMama ETC), a Broken Heart Story amerikai bemutatójában (Center for Performance Research) es az O.Rex-ben, aminek egyik producere is volt.
A State University of New York művészetmenedzsment kurzusának elvégzése után egyik alapító társulati tagja lett a több neves Broadway színészt is alkalmazó Gia Forakis & Companynek, és egyik alapító művésze a Hybrid Theater Worksnek. Művészetmenedzserként dolgozott a Times Square International Theater Festivallal és a Baryshnikov Arts Centerrel is.
2013-ban megalapította a SceneHouse Productionst, aminek első produkciója Kertész Imre Sorstalanság című regényének színpadi, monodráma adaptációja volt, aminek producere és szereplője is. A New York-i HERE Arts Centerben bemutatott előadás nagy közönség- és kritikai sikert aratott és alakításáért New York Innovative Theatre Awards-ra jelölték.
2016 óta a Nikolett Pankovits Band-del közös jazz zenés-verses estjével, a Sad but True-val fellépett Európa számos országában, valamint a New York-i Blue Note, a Lincoln Center valamint a világhírű Carnegie Hall színpadán is.
2018-ban és 2022-ben ő volt az egyik szervezője New York egyetlen magyar színházi fesztiváljának, a Hungary Live Festival-nak, melynek a LaMaMa ETC színházban tartott nyitóelőadásán színészként is közreműködött.
Számos nemzetközi játékfilmben és sorozatban volt látható, így a Shadow & Bone (Netflix), Rematch (ARTE/HBO), Infinity Pool (NEON), FBI: International (CBS), The Fear Index (Sky Channel) és Love on the Right Course (Hallmark Channel) című produkciókban. A filmvásznon olyan művészekkel dolgozott együtt, mint Uma Thurman, Kate Winslet, Alexander Skarsgard, Mark Ruffalo, Josh Hartnett, Trine Dyrholm, Christiane Paul, valamint olyan rendezőkkel, mint Brandon Cronenberg, Shawn Levy, Ellen Kuras, John Polson és az Oscar-jelölt Yan England. 

## Családja
Szülei: Boncz István pszichiáter (1943–2019) és Kalocsai Katalin újságíró. Nagybátyja Boncz Géza, Karinthy-gyűrűs humorista.

## Színházi szerepei
- Fatelessness...Gyuri  (HERE Arts Center)
- O.Rex...Master of Ceremonies (Alchemical Theatre Laboratory/ Gia Forakis & Company)
- Jollification/Mortification...Various  (LaMama E.T.C.)
- Broken Heart Story....The Man (Center for Performance Research)
- Hypnotik...Critic – New Stage (Theatre Company)
- The Goldilocks Zone...Mopsy (Triskelion Arts Center)
- Neither Heaven nor Earth...Itamar (Poliglot Theater)
- Reconstruction...The Dramaturg  (International WOW Company)
- Auto Da Fe...Various  (International WOW Company)
- Moonchildren...Ralph (West End Theatre)
- Teljes napfogyatkozás...Arthur Rimbaud (Szegedi Nemzeti Színház)
- Anconai szerelmesek...Lurcezio (Szegedi Nemzeti Színház)
- A szabin nők elrablása...Szendeffy Ede (Szegedi Nemzeti Színház)
- Az alhangya...Joey (Szegedi Nemzeti Színház)
- Dollárpapa...pincér (Szegedi Nemzeti Színház)
- Éjjeli menedékhely...Aljoska (Szegedi Nemzeti Színház)
- Hamlet...Cornelius (Szegedi Nemzeti Színház)
- Hegedűs a háztetőn...Fegyka (Szegedi Nemzeti Színház)
- Mechanikus narancs...Georgie (Szegedi Nemzeti Színház)
- Pinokkió...Kanóc (Szegedi Nemzeti Színház)
- Szindbád...Ficsúr (Szegedi Nemzeti Színház)
- Bors néni...Játékmester (Szegedi Nemzeti Színház)
- Üvegcipő...Horváth tizedes (Szegedi Nemzeti Színház)
- A Janika...Temetkezési szolga (Szegedi Nemzeti Színház)

## Filmes és televíziós szerepe
- Rematch (Visszavágó) (2024)
- Lee (2024)
- Love on the Danube (2024)
- Love on the Right Course (2024)
- Végtelen Víztükör (2023)
- The Fear Index (2022)
- FBI: International (2021)
- Gólkirályság (2023)
- Shadow and Bone – Árnyék és csont (2021)
- Doktor Balaton (2020)
- A mi kis falunk (2019)